# Gasterophilus nasalis
Gasterophilus nasalis ist eine weltweit vorkommende Art der zu den Dasselfliegen zählenden Magendasseln. Die Adulten sind 11 bis 15 mm lang, die Larven parasitieren bei Pferden, einschließlich Zebras und Esel. Gelegentlich werden auch andere Tierarten befallen.
Die Fliegen legen ihre Eier vorzugsweise im Kehlgang ab. Die nach 5 bis 6 Tagen daraus schlüpfende Larve 1 wandert auf der Haut in die Mundhöhle. Hier entwickelt sich – verborgen in Taschen des Zahnfleisches, die bis in den Wurzelbereich der Molaren reichen – nach etwa 3 Wochen die Larve 2, die durch Abschlucken in den Zwölffingerdarm gelangt. Das dritte Larvenstadium ist gelblich gefärbt und trägt an jedem Segment eine Stachelreihe. Sie besiedeln vor allem den Anfangsteil des Zwölffingerdarms, die Ampulla duodeni, wo sie sich mit ihren Mundhaken anheften und bis zu 12 Monate persistieren können.